# L'Avare (téléfilm, 1978)
Pour les articles homonymes, voir L'Avare (homonymie).
L'Avare est un téléfilm français réalisé par Jean Pignol, diffusé en 1978 à la télévision, adapté de la pièce de théâtre L'Avare de Molière.

## Fiche technique
- Titre : L'Avare
- Réalisation : Jean Pignol
- Scénario : d'après L'Avare de Molière
- Pays d'origine :  France
- Langue originale : français
- Format : couleur
- Genre : comédie
- Première diffusion : 1er novembre 1978 sur TF1

## Distribution
- Henri Virlojeux : Harpagon
- Annie Cordy : Frosine
- Jean-Marc Thibault : La Flèche
- Paul Préboist : maître Jacques
- Catherine Hubeau : Élise
- Pierre Hatet : Valère
- Marie-Odile Grinevald : Marianne
- Frank David : Cléante
- Robert Vidalin : Anselme
- Edith Perret : Dame Claude
- Jacques Préboist : La Merluche
- François Maisongrosse : Brindavoine
- Jean Favre-Bertin : le commissaire

## Autour du téléfilm
À la même période, Louis de Funès prépare sa propre adaptation de L'Avare pour le cinéma. La prestation d'Henri Virlojeux l'ayant plu, il lui propose le rôle d'Anselme mais celui-ci refuse. Il récupère également Frank David, qui reprend son rôle de Cléante pour le film.